# Orestias pentlandii
El Boga del lago Titicaca (Orestias pentlandii) es una especie de pez de la familia de los ciprinodóntidos en el orden de los ciprinodontiformes.

## Biología
Los machos pueden alcanzar los 23,5 cm de longitud total. Pez de hasta 20 cm de longitud, con cabeza triangular, dientes pequeños y cónicos, con coloración variable entre el gris oscuro de la parte superior y el plateado de la inferior y con escamación irregular; su carne es muy apreciada.

## Distribución geográfica
Se encuentran en Sudamérica: Perú y Bolivia.
Hace 25 años no hay rastros de la boga, pero se aconseja que se debe esperar al menos otro tiempo similar antes de declararla extinta. Según la Autoridad Binacional del Lago Titicaca (ALT), En Perú se afirma que en lagunas que se comunican con el Titicaca existen bogas "la Laguna de Arapa y en Saracocha al norte del Titicaca" (otros espejos de agua que se comunican con el lago).
La sobrepesca y la llegada del pejerrey argentino (Odonthestes bonariensis) y la trucha arco iris (Oncorhyinchus mikiss), especies introducidas muy voraces a mediados del siglo XX, lo impactaron en su presencia. A ello se suman la poca fecundidad y la alta mortalidad de los peces. Si una trucha y un pejerrey son capaces de depositar de 100 mil a 200 mil huevos, las orestias o karachis sólo ponen como promedio 300 huevos. “Es poquísimo y la mortalidad es muy alta, sobrevivirán entre un 10 y un 30%, alrededor de 30 pececitos que todavía deben crecer y luchar contra enemigos naturales como el pejerrey y la trucha.